# Municipio de Richmond (condado de Marquette)
El municioio de Richmond (en inglés, Richmond Township) un municipio situado en el condado de Marquette, Míchigan, Estados Unidos. Tiene una población estimada, a mediados de 2023, de 812 habitantes.

## Geografía
Está ubicado en las coordenadas 46°25′27″N 87°26′22″O / 46.42417, -87.43944 (46.42416, -87.439403). Según la Oficina del Censo, tiene una superficie total de 149.4 km², de los cuales 144.1 km² corresponden a tierra firme y 5.3 km² están cubiertos de agua.

## Demografía
Según el censo de 2020, en ese momento había 806 personas residiendo en la zona. La densidad de población era de 5.6 hab./km². El 93.80 % de los habitantes eran blancos, el 0.12 % era afroamericano, el 1.24 % eran amerindios, el 0.50 % eran asiáticos, el 0.12 % era de otra raza y el 4.22 % eran de una mezcla de razas. Del total de la población, el 1.49 % eran hispanos o latinos de cualquier raza.